# Nhóm ngôn ngữ Bisaya
Nhóm ngôn ngữ Bisaya (còn gọi là Visaya hay Binisaya) là một nhóm ngôn ngữ ở Philippines, có quan hệ gần với tiếng Tagalog và nhóm ngôn ngữ Bikol (cả ba đều thuộc nhóm Trung Philippines). Ngôn ngữ Bisaya được nói khắp khu vực Visayas của Philippines, cũng như vùng Bicol (nhất là Masbate), những hòn đảo mạn nam Luzon (chẳng hạn những đảo hợp nên Romblon), hầu khắp Mindanao và tỉnh Sulu phía tây nam Mindanao.
Hơn 30 thứ tiếng cùng nhau tạo nên nhóm ngôn ngữ Bisaya, trong đó, đông người nói nhất là tiếng Cebu, với trên 20 triệu người bản ngữ ở Trung Visayas, một phần Đông Visayas, và khắp Mindanao. Hai ngôn ngữ Bisaya lớn khác là tiếng Hiligaynon (Ilonggo), có 10 triệu người nói ở Tây Visayas và SOCCSKSARGEN; và tiếng Waray, có 3 triệu người nói ở Đông Visayas.

## Tên gọi
Người Cebu, Hiligaynon và Waray, không chỉ gọi ngôn ngữ của họ bằng tên riêng, mà còn gọi chúng là Bisaya hay Binisaya. Điều này dễ gây hiểu lầm hoặc nhầm lẫn bởi những ngôn ngữ riêng rẽ, không thông hiểu lẫn nhau này đều được người nói chúng gọi là Bisaya. Tuy vậy, những ngôn ngữ thuộc nhóm Bisaya nhưng nằm ngoài khu vực Visayas không tự gọi là Bisaya hay Binisaya. Với người nói tiếng Masbateño, Romblomanon, Surigaonon và Butuanon, từ Bisaya thường để chỉ người Cebu, Hiligaynon (hay ngôn ngữ của họ). Vì người Tausug chủ yếu theo Hồi giáo, họ coi Bisaya là một từ để chỉ người Cebua và/hoặc Hiligaynon theo Kitô giáo.
Chưa có kết luật về nguồn gốc của cái tên Bisaya. Tuy nhiên, có một dân tộc ở Malaysia và Brunei cũng tự gọi mình là Bisaya.

## Phân loại
David Zorc đề xuất phân loại dưới (Zorc 1977:32). Năm nhánh chính là Nam, Cebu, Trung, Banton, và Tây. Tuy vậy, Zorc ghi nhận rằng nhóm ngôn ngữ giống một dãy phương ngữ hơn một tập hợp ngôn ngữ dễ dàng được phân biệt. Nhánh Bisaya Nam được cho tách ra trước tiên, theo sau là tiếng Cebu, rồi đến ba nhánh còn lại. Ở khu vực Visayas, tỉnh Romblon có sự đa dạng ngôn ngữ học lớn hơn cả, do ngôn ngữ thuộc ba nhánh Bisaya (Asi, Trung, Tây) đều hiện diện tại đây.
Tiếng Baybay và tiếng Porohanon có lớp nền tiếng Waray, cho thấy rằng tiếng Waray từng phân bố rộng hơn trước khi tiếng Cebu bắt lan rộng ra vào đầu thế kỷ XIX.
Tổng cộng 36 dạng tiếng được liệt kê bên dưới. Ngôn ngữ riêng biệt được in nghiêng.
- Bisaya
  - 1. Nam (duyên hải đông bắc Mindanao và quần đảo Sulu)
    - Butuan-Tausug
      - Tausug
      - Butuanon

    - Surigao
      - Surigaonon
      - Tandaganon

  - 2. Cebu (Cebu, Bohol, Siquijor, Negros Oriental, tây Leyte và bắc, đông nam, tây bắc Mindanao)
    - Cebu
      - Cebu
        - Boholano

  - 3. Trung (hầu khắp vùng Visayas)
    - Waray (đông Leyte, Biliran và Samar)
      - Waray
      - Baybayanon
      - Kabalian

    -  Ngoại vi
      - Hiligaynon (Ilonggo) (đông Panay và Guimaras, Negros Occidental và trung-nam Mindanao)
      - Capiznon
      - Bantayanon
      - Porohanon
      - Ati

    - Romblon
      - Romblomanon

    - Bisakol
      - Masbateño
      - Sorsoganon
        - Nam Sorsogon (Gubat)
        - Trung Sorsogon (Masbate)

  - 4. Asi (tây bắc tỉnh Romblon)
    -       - Asi

  - 5. Tây
    - Aklan (tây bắc Panay)
      - Aklanon/Inakeanon
      - Malaynon

    - Karay
      - Karay-a (tây Panay)

    - Trung-Bắc (Tablas và mũi nam Mindoro)
      - Tiếng Ohnan

    - Kuyo (những quần đảo phía tây Panay và Romblon cũng như mũi nam Mindoro)
      - Ratagnon
      - Cuyonon

    - Caluyanon
      - Caluyanon

Tiếng Eskaya (một ngôn ngữ nhân tạo) có ngữ pháp Bisaya, nhưng phần từ vựng hoàn toàn phi Bisaya.

## Phục dựng
Ngôn ngữ Bisaya nguyên thủy trong phục dựng của David Zorc có 15 phụ âm và 4 nguyên âm (Zorc 1977:201).
|           |           | Đôi môi | Răng | Vòm | Ngạc mềm | Thanh hầu |
| --------- | --------- | ------- | ---- | --- | -------- | --------- |
| Tắc       | vô thanh  | p       | t    |     | k        | ʔ         |
| Tắc       | hữu thanh | b       | d    |     | ɡ        |           |
| Mũi       | Mũi       | m       | n    |     | ŋ        |           |
| Xát       | Xát       |         | s    |     |          | h         |
| Cạnh lưỡi | Cạnh lưỡi |         | l    |     |          |           |
| Tiếp cận  | Tiếp cận  | w       |      | j   |          |           |

|      |      | Trước | Trước | Giữa  | Giữa  | Sau   | Sau   |
| ---- | ---- | ----- | ----- | ----- | ----- | ----- | ----- |
| Đóng | Đóng | i /i/ | i /i/ |       |       | u /u/ | u /u/ |
| Vừa  | Vừa  |       |       | ə /ə/ | ə /ə/ |       |       |
| Mở   | Mở   |       |       | a /a/ | a /a/ |       |       |